# Karl Vollmöller
 (avril 2012).
Si vous disposez d'ouvrages ou d'articles de référence ou si vous connaissez des sites web de qualité traitant du thème abordé ici, merci de compléter l'article en donnant les références utiles à sa vérifiabilité et en les liant à la section « Notes et références ».
Karl Gustav Vollmöller, généralement écrit Vollmoeller (7 mai 1878 - 18 octobre 1948) était un dramaturge et scénariste allemand.
Il se fait d'abord connaître par un drame en vers qui est un manifeste du symbolisme au théâtre : « Catherine d'Armagnac et ses Amants » (1903), représentée pour la première fois le 6 mars 1905 au Carltheater de Vienne.
Il est passé à la postérité pour deux ouvrages : le scénario du célèbre film allemand 1930 Der Engel Blaue (L'Ange bleu), qui a fait une étoile de Marlène Dietrich, et le complexe religieux spectacle-pantomime Das Mirakel (Le Miracle), qu'il a écrit en collaboration avec le metteur en scène Max Reinhardt, et dans lequel sa propre épouse, Maria Carmi (Norina Matchabelli), figure le rôle principal.
La première de cette pièce est donnée le 23 décembre 1911 à Londres. Le succès immédiat de ce spectacle à la forte tonalité religieuse catapulte le duo Vollmoeller-Reinhardt au zénith du théâtre européen. Vollmoeller avait longuement mûri cette pièce entre 1896 et 1911. Le Miracle rapporte une vieille légende d'une religieuse au Moyen Âge qui s'enfuit de son couvent avec un chevalier et vit par la suite plusieurs aventures mystiques, pour finalement être accusée de sorcellerie. Thème de deux films muets, le roman a été porté à l'écran dans une version CinemaScope et Technicolor en 1959.
Jusqu'en 1914, Vollmoeller se consacre à des pièces plus légères, inspirées de la Commedia dell’arte : « La Nuit de Venise » (1912), une adaptation du « George Dandin » de Molière (1912) ainsi qu'une mise en scène du Turandot de Carlo Gozzi (1913), que Friedrich Schiller avait tenté de traduire dès 1800. La musique de ce dernier spectacle est de Ferruccio Busoni, qui la reprendra plus tard pour son propre opera Turandot.
Fondateur en 1914 du cercle politique de la Société Allemande, Vollmoeller se laisse convaincre en 1922 par le comte de Coudenhove-Kalergi de rejoindre les fondateurs de l'Union Paneuropéenne mais, pas plus qu'en 1915 ou en 1918, il ne se lance dans la carrière politique.

## Filmographie

### Scénariste
- 1935 : Hundert Tage de Franz Wenzler
- 1941 : Shanghaï (The Shanghai Gesture) de Josef von Sternberg